# 日本・チリ経済連携協定
日本・チリ経済連携協定（にほん・チリけいざいれんけいきょうてい、英語: Agreement between Japan and the Republic of Chile for a Strategic Economic Partnership）とは、2007年に日本とチリの間で締結された経済連携協定である。日本法においては国会承認を経た「条約」であり、日本政府による日本語の正式な題名・法令番号は「戦略的な経済上の連携に関する日本国とチリ共和国との間の協定（平成19年条約第8号）」である。

## 署名・発効までの経緯
2002年11月22日の小泉首相とチリのリカルド・ラゴス大統領は、両国間で経済連携協定（EPA）／自由貿易協定（FTA）を締結する可能性を検討するための両国の産学官による「共同研究会」を立ち上げることで意見の一致をみた。また、両首脳は、2005 年の然るべき時期に第 1 回会合を開催することを目指すとの認識で一致した。。
2005年1月31日及び2月1日に、日・チリ経済連携協定（EPA）／自由貿易協定（FTA）共同研究会第1回会合が東京において、開催された。
2005年4月21日及び22日に、日・チリ経済連携協定（EPA）／自由貿易協定（FTA）共同研究会第2回会合がサンティアゴにおいて開催された。
2005年7月21日及び22日に、日・チリ経済連携協定（EPA）／自由貿易協定（FTA）共同研究会第3回会合がロサンゼルスにおいて開催された。
2005年9月22日及び23日に、日・チリ経済連携協定（EPA）／自由貿易協定（FTA）共同研究会第4回会合がマイアミにおいて開催され、共同研究会の報告が作成された。
2005年12月11日、小泉首相及びチリのリカルド・ラゴス大統領とが、釜山で会談し、日本・チリ経済連携協定の締結交渉を立ち上げることを決定した。
2006年2月23日及び24日までの日程で東京において、日本・チリ経済連携協定（EPA）交渉の第1回会合が開催され、日本とチリとのEPA交渉が開始された。
2006年5月18日から24日までの日程でサンティアゴにおいて、日本・チリ経済連携協定（EPA）交渉の第2回会合が開催された。
2006年11月6日から14日までの日程で東京において、日本・チリ経済連携協定（EPA）交渉の第3回会合が開催された。
2006年8月28日から9月1日までの日程でサンティアゴにおいて、日本・チリ経済連携協定（EPA）交渉の第4回会合が開催された。
2006年9月22日、日本・チリ経済連携協定が、今般大筋につき合意に達したとの小泉首相の談話が発表された。
2006年11月6日から14日までの日程で東京において、日本・チリ経済連携協定（EPA）交渉の第5回会合が開催された。
2006年11月17日、安倍首相とチリのミチェル・バチェレ大統領は、APEC首脳会議の機会にハノイで会談し、日本・チリ経済連携協定（EPA）交渉を成功裡に成し遂げたことを歓迎する共同新聞発表を行った。
2007年3月27日、麻生外務大臣が訪日中の、チリのアレハンドロ･フォックスレイ外務大臣との日本･チリ外相会談の席上、自由貿易協定を核とする経済連携協定に署名した。。日本のEPAとしてはマレーシアに続いて4カ国目。
日本における国内手続として、2007年4月20日に、協定の締結承認案件が閣議決定され、同日衆議院へ提出された。国内法の改正については、外務省は条約の説明書において、「必要としない」としている。
協定の締結承認案件は外務委員会に付託され、2007年5月16日に委員会で、5月17日に衆議院本会議で可決され、参議院に送られた。賛成会派は、「自由民主党、民主党、公明党、社会民主党・市民連合、国民新党」、反対会派は「日本共産党」であった。
参議院において、協定の締結承認案件は、外交防衛委員会に付託され、協定は、2007年6月12日に委員会で、6月13日に参議院本会議で可決され、国会の承認がされた。賛成会派は、「自由民主党、民主党・新緑風会、公明党、社会民主党・市民連合、国民新党」、反対会派は「日本共産党」であった。
2007年8月7日、両国の国内手続の終了を受け、サンティアゴにおいて、戦略的な経済上の連携に関する日本国とチリ共和国との間の協定（日本・チリ経済連携協定）の発生に関する外交上の公文の交換がされた。
発効は 2007年9月3日。

## 概要
日本は、ほぼ全ての鉱工業品につき、10年以内に関税撤廃（精製銅：10年間での段階的関税撤廃）、農林水産品については、ギンザケ・マス（１０年間での段階的関税撤廃）、ワイン(ボトル)（12年間での段階的関税撤廃)、牛肉、豚肉、鶏肉等（関税割当を設定）、林産品(合板等を除く)（即時又は段階的関税撤廃などが行われた。
日本は、ほぼ全ての鉱工業品につき10年以内に関税撤廃（自動車／一般機械／電気電子製品 ：即時関税撤廃）、農林水産品については日本の輸出関心品目の関税撤廃（緑茶、ながいも、柿、日本酒等）などを獲得している。